# 因胡莱茨河
因胡莱茨河（羅馬化：Inhulets），又按俄语名读音译为因古列茨河，是乌克兰南部的一条河流，是第聂伯罗河的右支流，河道全长557（346英里），流域面积14,460平方（5,580平方英里）。
因胡莱茨河发源于乌克兰中部的第聂伯罗高地，在距赫尔松约40公里的薩多韋附近汇入第聂伯罗河。

## 流經地點
- 聶伯彼得羅夫斯克州 克里維里赫
- 赫爾松州 斯尼胡里夫卡
- 赫爾松州 薩多韋

## 水文学
因胡莱茨河上游较为笔直，而下游蜿蜒曲折。在上游部分地方形成宽约1km的小峡谷，而较为平坦处形成宽度可达5km的河阶。在克里维里赫附近河宽25-30m，水深达1.7m ，下游河道坡度 达0.37m/km。通航里程109km。十二月下半月结冰，三月下半月解冻。

## 鱼群
河里有鲻鱼、红鲷鱼、罗非鱼、鲂鱼、鲫鱼、鲤鱼、鲈鱼、亞速海擬鯉、鲻鱼、梭鲈、梭子鱼、鲶鱼。